# Grupy eksplozoforowe i auksoeksplozowe
Grupy eksplozoforowe i auksoeksplozowe, inaczej eksplozofory i auksoeksplozy – dwa rodzaje grup funkcyjnych obecnych w związkach wybuchowych według teorii zaproponowanej w 1935 roku przez W. Pleca.
Według teorii tej, właściwości wybuchowe związku chemicznego wynikają z obecności określonych ugrupowań atomów nazwanych eksplozoforami, inne zaś grupy – auksoeksplozy – powodują wzmocnienie lub zmianę tych właściwości. Podział tego rodzaju powstał poprzez analogię do grup chromoforowych i auksochromowych obecnych w barwnikach oraz do grup toksoforowych i auksotoksowych w substancjach trujących. O ile wyróżnienie określonych grup funkcyjnych nadających właściwości wybuchowe było zasadne, o tyle w teorii tej różnica pomiędzy eksplozoforami i auksoeksplozami była nieprecyzyjna i nie miała większego praktycznego zastosowania. Mimo to terminu eksplozofor używa się również współcześnie do nazwania grup funkcyjnych nadających właściwości wybuchowe. Rozszerzoną teorię podziału grup funkcyjnych zaproponowali w 1948 roku Warren C. Lothrop i G. Richard Handrick, którzy wyróżnili grupy plozoforowe i auksoplozowe.
| Grupa | Eksplozofor      | Uwagi                                                                                      |
| ----- | ---------------- | ------------------------------------------------------------------------------------------ |
| 1     | −NO 2, −ONO 2    | grupa nitrowa, grupa lub anion azotanowy, np. tetranitrometan, 1,3,5-Trinitrobenzen        |
| 2     | −N=N−, −N=N=N−   | azozwiązki, azydki, np. azydek ołowiu(II)                                                  |
| 3     | −NX 2            | trihalogenoaminy i pochodne dihalogenoaminy, np. NCl 3                                     |
| 4     | −N=C             | pioruniany, np. piorunian rtęci(II)                                                        |
| 5     | −OClO 2, −OClO 3 | nieorganiczne lub organiczne chlorany i nadchlorany, np. chloran potasu, nadchloran potasu |
| 6     | −O−O−, −O−O−O−   | nadtlenki i ozonki                                                                         |
| 7     | −C≡C−            | acetylen i acetylenki, np. acetylenek srebra                                               |
| 8     | M−C              | niektóre związki metaloorganiczne rtęci, talu czy ołowiu                                   |